# Too Much Love Will Kill You
Too Much Love Will Kill You è un singolo del cantante britannico Brian May, pubblicato nel 1992 come secondo estratto dal primo album in studio Back to the Light.

## Descrizione
Il brano venne scritto May stesso in collaborazione con Frank Musker ed Elizabeth Lamers tra il gennaio 1988 e il febbraio 1989, durante le sessioni di registrazione del tredicesimo album dei Queen The Miracle. Fu scartato dal suddetto disco in quanto ritenuto poco convincente rispetto ai restanti brani presenti nella lista tracce definitiva. Solo nel 1995, con l'uscita dell'album Made in Heaven, questa versione è stata resa ufficialmente disponibile, venendo estratta anche come singolo nello stesso anno. Nel 2022 è stata inoltre inserita nella lista tracce dell'edizione vinile di The Miracle presente all'interno della relativa Collector's Edition.
Too Much Love Will Kill You fu eseguito dal vivo da May alla voce e tastiera (accompagnato da Spike Edney, anch'egli alla tastiera) durante il Freddie Mercury Tribute Concert del 1992, venendo in seguito registrato in studio e incluso nel suo album Back to the Light.

## Tracce
CD
1. Too Much Love Will Kill You – 4:33 (Brian May, Frank Musker, Elizabeth Lamers)
2. I'm Scared – 4:01 (Brian May)
3. Too Much Love Will Kill You (Guitar Version) – 4:32 (Brian May, Frank Musker, Elizabeth Lamers)
4. Driven by You (New Version) – 4:11 (Brian May)

MC, 7"
- Lato A

1. Too Much Love Will Kill You – 4:29 (Brian May, Frank Musker, Elizabeth Lamers)

- Lato B

1. I'm Scared – 4:00 (Brian May)

## Formazione
- Brian May – voce, cori, chitarra, tastiera, produzione
- Justin Shirley-Smith – coproduzione, ingegneria del suono
- Brian Zellis – assistenza tecnica
- Kevin Metcalfe – mastering